# ОШ Бранко Радичевић Врање
ОШ „Бранко Радичевић” у Врању, једна је од установа основног образовања на територији града Врања, основана 1986. године.
Школа располаже са осам учионица за разредну наставу и петнаест за предметну, спортском салом, спортским теренима, библиотеком, медијатеком, зубном амбулантом, радионицом за техничко, компјутерском учионицом...
Од страних језика уче се енглески, француски и руски језик.